# ТЕС Сабон
ТЕС Сабон – теплова електростанція на північному заході Іспанії. 
Майданчик почав роботу конденсаційна електростанція, що в 1972 та 1975 роках отримала два блоки з паровими турбінами потужністю 120 МВт та 350 МВт. 
В 2008 році ввели в дію парогазовий блок комбінованого циклу потужністю 400 МВт, в якому газова турбіна потужністю 260 МВт живить через котел-утилізатор одну парову турбіну з показником 160 МВт. 
Поява сучасних генеруючих потужностей дозволила в 2011-му вивести з експлуатації конденсаційні блоки.
Тривалий час ТЕС використовувала мазут, надходив по трубопроводу довжиною 7 кілометрів від місцевого нафтопереробного заводу. Парогазовий блок споживає природний газ, який подали по трубопроводу Мугардос – Сабон.
Для видалення продуктів згоряння конденсаційні блоки №1 та №2 мали димарі заввишки 70 та 200 метрів, які наразі вже демонтовані.
Для охолодження використовують морську воду.
Видача продукції відбувається по ЛЕП, що працює під напругою 220 кВ.